# Сфакс (бронепалубный крейсер)
Бронепалубный крейсер «Сфакс» — первый бронепалубный крейсер французского флота, построенный в 1880-х гг. Спроектирован Эмилем Бертеном в рамках программы 1872 года. Предназначался для действий на коммуникациях, имел полное парусное вооружение барка. Впервые на боевом корабле была использована система защиты с помощью коффердамов. «Сфакс» стал в большей степени экспериментальным кораблём, но с учётом полученного на нём опыта, французский флот приступил к строительству более мощных боевых единиц.
Следующим шагом в развитии французского типа бронепалубного крейсера стал «Таж» (фр. Tage).

## Конструкция

### Корпус
По своей архитектуре «Сфакс» был типичен для французских кораблей своего времени. Силуэт крейсера определял солидный таран, заваленные внутрь борта и свисающая корма. У крейсера наличествовали развитые полубак и полуют. Набор корпуса был стальным, а обшивка из кованного железа. Дно обшивалось медью и тиковым деревом.  «Сфакс» имел парусное вооружение барка с общей площадью парусов около 2000 м².

### Бронирование
Защита крейсера обеспечивалась прежде всего броневой палубой. Она находилась ниже ватерлинии на 0,6 - 1 метра и состояла из четырёх стальных слоёв, общей толщиной 60 мм. Выше неё располагались  коффердам и ячеистые водонепроницаемые отсеки, заполненные целлюлозой. Броневая палуба прикрывала силовую установку и погреба боеприпасов. Кроме того имелась легкобронированная боевая рубка.

### Вооружение
Из шести 164-мм орудий два находились в носовой части корабля и могли вести огонь по курсу через порты.

## Служба
«Сфакс» был заложен в марте 1882 года на верфи ВМФ в Бресте. На воду крейсер спустили 29 мая 1884 года, а в строй он вступил в июне 1887 года. В 1890 году было снято всё парусное вооружение, а в 1900 году крейсер прошёл перевооружение на орудия новых моделей. Списан «Сфакс» был в 1906 году.

## Оценка проекта
В целом «Сфакс» признавался удачным кораблём. Его скорость считалась на момент вступления в строй достаточно высокой, а вооружение позволяло справиться с большинством из британских крейсеров. Хотя броневая палуба находилась ниже ватерлинии, возможность затопление ограничивалась коффердамами. Вместе с тем, вооружение размещалось не слишком удобно. Если 164-мм орудия стояли на верхней палубе, то артиллерию 138-мм калибра разместили на главной палубе, что существенно ограничивало углы её обстрела.